# Melanie Margalis
Melanie Margalis (* 30. Dezember 1991 in Clearwater) ist eine US-amerikanische Schwimmerin. Bei den Olympischen Spielen 2016 gewann sie mit der 4 × 200-m-Freistilstaffel eine Goldmedaille.

## Karriere
Bei ihrer Teilnahme an den Kurzbahnweltmeisterschaften 2014 in Doha gewann Margalis über 200 m Lagen die Bronzemedaille. Im Finale über 100 m Lagen erreichte sie den sechsten Platz. Bei den Weltmeisterschaften im folgenden Jahr erreichte sie im Finale über 200 m Lagen den siebten Platz.
Bei den Olympischen Spielen 2016 in Rio de Janeiro verpasste Margalis über 200 m Lagen mit dem vierten Platz knapp eine Medaille. Mit der 4 × 200-m-Freistilstaffel nahm sie am Vorlauf teil. Durch den Sieg von Allison Schmitt, Leah Smith, Maya DiRado und Katie Ledecky im Finale gewann Margalis ebenfalls eine olympische Goldmedaille.
Mit zwei Silbermedaillen über 200 m Lagen und 400 m Lagen hinter Katinka Hosszú gewann Margalis bei den Kurzbahnweltmeisterschaften 2018 weitere Einzelmedaillen. Mit der 4 × 200-m-Freistilstaffel, die Silber gewann, nahm sie am Finale teil. Bei den Weltmeisterschaften 2019 nahm sie mit der 4 × 200-m-Freistilstaffel und über 200 m Lagen im Finale teil. Während sie im Einzelfinale Platz vier erreichte, gewann sie mit der Staffel eine Silbermedaille. Durch Teilnahme am Vorlauf gewann sie außerdem eine Goldmedaille über 4 × 100 m Lagen.

## Persönliches
Ihr Bruder Robert Margalis gewann bei den Kurzbahnweltmeisterschaften 2008 die Silbermedaille über 400 m Lagen.